# Selve Marcone
Selve Marcone település Olaszországban, Piemont régióban, Biella megyében. Lakosainak száma 93 fő (2017. január 1.). Selve Marcone Andorno Micca, Callabiana, Pettinengo, Piedicavallo, Rassa és Tavigliano községekkel határos.

## Népesség
A település lakossága az elmúlt években az alábbi módon változott:

| 2017 | 93 |